# Romuald Karmakar
Romuald Karmakar (født 15. februar 1965 i Wiesbaden) er en tysk filminstruktør og manuskriptforfatter. 
Romuald Karmakar er søn af en iransk far og en fransk mor, og han boede i Athen fra 1977 til 1982. Siden 1985 har han arbejdet som filminstruktør og instrueret en lang række kort- og dokumentarfilm. 
Romuald Karmakars første spillefilm, Der Totmacher, blev nomineret til en Guldløve ved Filmfestivalen i Venedig i 1995 og blev fra tysk side indstillet til en Oscar-nominering for bedste udenlandske film i 1997.
Manuskriptet til Der Totmacher er desuden blevet opsat som teaterforestilling.

## Filmografi
- Coup de boule (1987)
- Warheads (1993)
- Der Totmacher (1996)
- Frankfurter Kreuz (1997)
- Manila (2000)
- Das Himmler-Projekt (2000)
- 196 bpm – Die Love-Parade 2002 (2003)
- Die Nacht singt ihre Lieder (2004)
- Land der Vernichtung (2004)
- Between The Devil and The Wide Blue Sea (2005)
- Hamburger Lektionen (2006)
- Villalobos (2009)
- Die Herde des Herrn (2011)
- Angriff auf die Demokratie - Eine Intervention (2012)

## Radio Plays
- 2008: "Hey, stop smirking!" - Fragments of the Stammheim Trial ("'Na, hören Sie doch mal auf zu grinsen!' – Fragmente des Stammheim-Prozesses"; 51 min; broadcast premiere: 11/23/2008, WDR (West German Public Radio, Cologne))

- 1997: Das Warheads-Oratorium (66 min; broadcast premiere: 11/28/1997, BR 2 (Bavarian Public Radio, Munich))

- 1993: Night over Gospič ("Nacht über Gospič"; 41 min; broadcast premiere: 07/02/1993, BR 2 (Bavarian Public Radio, Munich))

## Eksterne links
- Romuald Karmakar på filmportal.de
- Romuald Karmakar på Internet Movie Database (engelsk)
- Romuald Karmakar på Svensk Filmdatabas (svensk)
- Romuald Karmakar på AlloCiné (fransk)
- Romuald Karmakar på AllMovie (engelsk)
- Romuald Karmakar på AllMovie (engelsk)
- Romuald Karmakar på The Movie Database (engelsk)